# Caroline Jackson
Caroline Jackson, född 5 november 1946 i Penzance, Cornwall, är en brittisk politiker, sedan 1984 ledamot av Europaparlamentet för Conservative Party.
Från 1984 till 1994 representerade hon valkretsen Wiltshire, från 1994 till 1999 Wiltshire North and Bath och från valet 1999 är hon en av representanterna för regionen South West of England.  Hon var talesman i miljöfrågor för Conservative Party i Europaparlamentet från 1984 till 1999 och från 1999 till juni 2004 ordförande i miljöutskottet.
Hon har doktorerat i historia vid Oxford University och varit universitetslärare. Från 1975-1984 arbetade hon för den konservativa gruppen i Europaparlamentet. Hon är gift med underhusledamoten Robert V. Jackson.